# 玉有洋一郎
洋 一郎（よ いちろう(旧名 玉有 洋一郎)、1980年7月28日 - ）は、東京都出身の俳優。
血液型B型。身長169cm。体重58kg。慶應義塾高等学校、慶應義塾大学文学部卒業。
2009年7月までノックアウトに所属。その後フリーランスを経て、2010年3月からサイトウルームに移籍したが、2010年6月で俳優活動を当面休止することが発表された。現在、事務所のサイトからプロフィールは削除されている。

## 主な出演作品

### テレビドラマ
NHK
- 天うらら（1997年）
- ラストプレゼント（2003年）
- キャットストリート 第1話（2008年）

日本テレビ
- ぼくらの勇気 未満都市（1997年）
- 初恋.com（2003年）
- あした天気になあれ。（2003年）
- 東京ワンダーホテル（2004年）

TBS
- 聖者の行進（1998年）
- 月曜ミステリー劇場
  - 横山秀夫サスペンス ペルソナの微笑（2004年）
  - おばさん会長・紫の犯罪清掃日記 ゴミは殺しを知っている6（2004年）

フジテレビ
- ラブジェネレーション（1997年）
- 金曜エンタテイメント 神様、何するの（2003年）
- ワンダフルライフ（2004年）
- WATER BOYS 2005夏（2005年） - スギオ 役
- 世にも奇妙な物語 '05秋の特別編「過去が届く午後」（2005年）
- インディゴの夜（2010年） - ポンサック 役

テレビ朝日
- 幻想ミッドナイト（1997年）
- サントリーミステリー大賞スペシャル ヒューマン・ミステリー 運命が見える手（2003年）
- 仮面ライダー剣（2004年）
- 相棒 Season 6 第6話（2007年）
- 四つの嘘 第8・9話（2008年）

テレビ東京
- 超星神グランセイザー（2004年）

BS
- 侵略ちょ〜美少女ミリ（2003年、BSフジ）
- 恋愛小説（2004年、WOWOW）
- NISSAN WING ROAD FILMS 第4話「ロード・トゥー・アウェイゲーム」 （2006年、BS日テレ）

Web
- 喫茶ベルサイユ（SUZUKI ワゴンR オリジナルムービー）（2007年、Yahoo!動画）

### その他のテレビ番組
- 世界ウルルン滞在記（TBS）
  - 中国秘伝マッサージ編（2005年）
  - 再会編（2006年）
- 日めくり万葉集（NHK BS hi、2008年）

### 映画
- 北京原人 Who are you?（1997年）
- ゴジラ FINAL WARS（2004年）
- いぬのえいが（2005年）
- 椿三十郎（2007年）
- いつか、オランダのように（2007年） - 主演
- サウスバウンド（2007年）
- LONG CARAVAN（2009年）

### 舞台
- タンゴ・冬の終わりに（2006年）

アルカナ・ファミリア ジェルミ役 (2016年)

### CM
- NTT東日本 ナンバーディスプレイ（2003年）
- NTTドコモ 携帯日記2003（2003年）
- キッコーマン 焼肉のたれ（2004年）
- ウィルコム ラジオCM（2007年）
- セガ レッツタップ（2008年）
- 味の素 CookDo（2008年）